# 巴巴萨海布·阿姆倍伽尔博士国际机场
巴巴萨海布·阿姆倍伽尔博士国际机场，也称索内格翁机场，是印度共和国马哈拉施特拉邦那格浦尔的国际机场，以出身贱民的印度独立运动领袖阿姆倍伽尔博士（被尊为“巴巴萨海布”）命名。